# أوليفيا بينهيرو
أوليفيا بينهيرو (بالإسبانية: Olivia Pinheiro)‏ هي متسابقة ملكة الجمال وعارضة بوليفية، ولدت في 29 أكتوبر 1983 في سانتا كروز دي لا سييرا في بوليفيا.